# Гильотен, Жозеф Игнас
Жозе́ф Игна́с Гильоте́н (Гийотен) (фр. Joseph-Ignace Guillotin [ɡijɔtɛ̃]; 28 мая 1738, Сент — 26 марта 1814, Париж) — профессор анатомии, масон, политический деятель, член Учредительного собрания, друг Робеспьера и Марата. Его именем названа гильотина — механизм для обезглавливания, — хотя он не был её изобретателем и в принципе выступал против смертной казни: просто 10 октября 1789 года он предложил использовать гильотину как более гуманное орудие казни.

## Биография
Гильотен изучал медицину в Реймсе и в Париже. В 1768 году он окончил Парижский университет. С 2 мая 1789 года по октябрь 1791 года он был одним из десяти членов Конституционной ассамблеи.

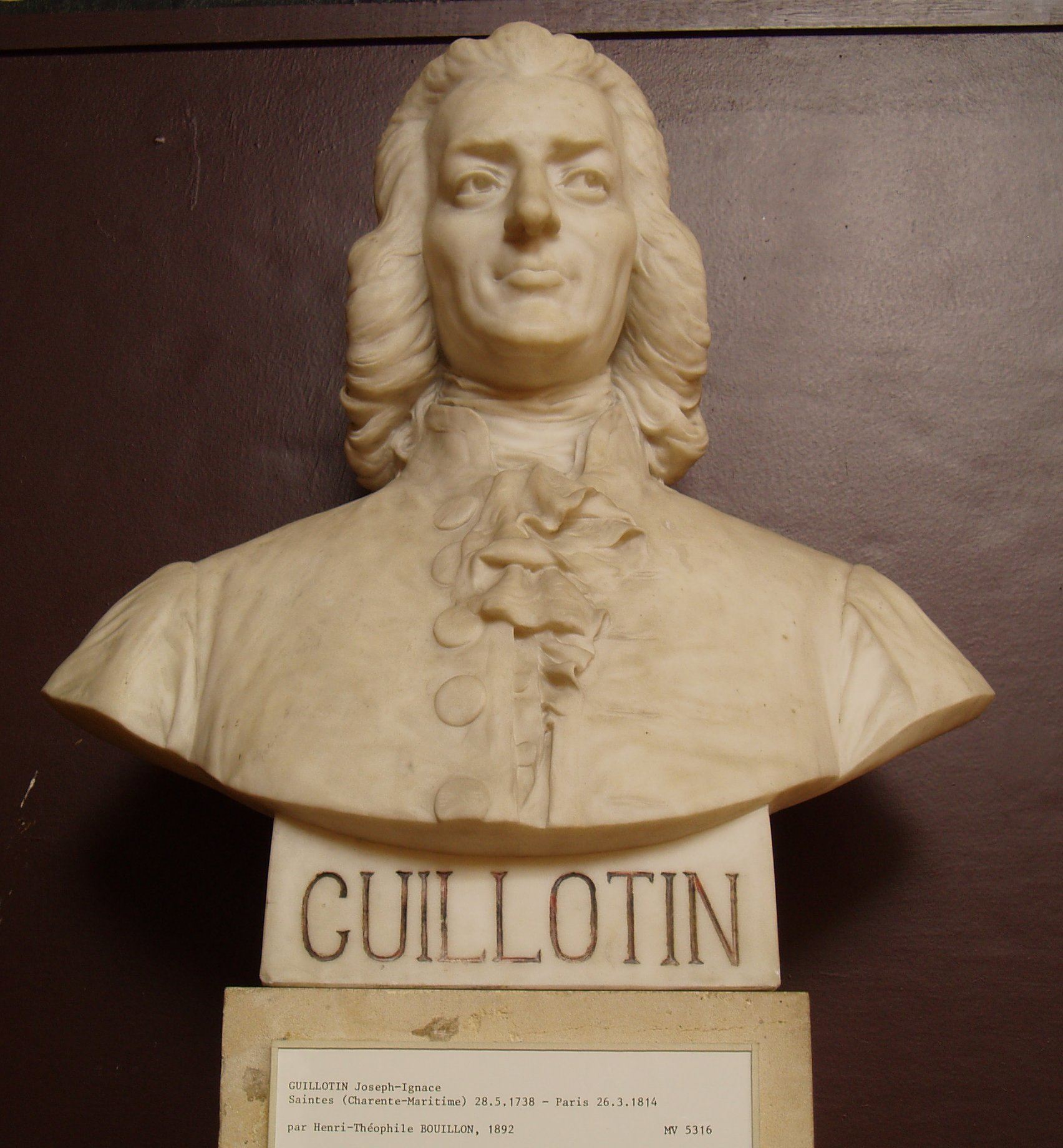
Бюст Гильотена работы Анри-Теофиля Бульона, 1892, Зал для игры в мяч, Версаль

По иронии судьбы, Гильотен был противником смертной казни. В то время в законодательстве были прописаны жестокие методы казни: повешение, четвертование, сожжение на костре. Только дворян и богатых буржуа казнили более «гуманным» способом — обезглавливание мечом или топором. Только как временную меру, пока сохраняется смертная казнь, 10 октября 1789 года на заседании Учредительного собрания Гильотен предложил использовать для обезглавливания механизм, который, как он считал, не будет причинять боли. Саму машину для этой цели изобрели другие мастера. Национальное собрание обратилось к постоянному секретарю Хирургической академии (с 1764 года) доктору Антуану Луи, известному своими научными трудами по хирургии. Предполагалось, что если он умеет «резать» человека с целью сохранить ему жизнь, то, весьма вероятно, сможет придумать и нечто, быстро её отнимающее. Профессор Луи обратился к немецкому механику и фортепьянному мастеру Тобиасу Шмидту, который по его чертежам построил гильотину. Принимал участие в создании гильотины и парижский палач Шарль Анри Сансон. В 1791 году во Франции было узаконено применение гильотины для казни. 17 апреля 1792 года в 10 часов утра произвели первое испытание машины.
В начале июня 1794 года Гильотен был арестован по приказу Робеспьера. После казни Робеспьера 28 июля 1794 года Гильотен был освобождён.
В 1805 году Гильотен выступал сторонником применения прививок против оспы во Франции.
Существует распространённое представление, что Гильотен был гильотинирован. Это не так: он умер в 1814 в Париже от естественных причин и был похоронен на кладбище Пер-Лашез.
После смерти Гильотена члены его семьи просили правительство изменить название гильотины, но им было отказано. Тогда семья изменила собственное имя.
Гильотен был также масоном и входил в масонскую ложу «Девять сестёр».

## Образ в кино
- «Джефферсон в Париже» (1995)
- Сериал «Революция» (2020)